# Pongkai Istiqamah
Pongkai Istiqamah is een bestuurslaag in het regentschap Kampar van de provincie Riau, Indonesië. Pongkai Istiqamah telt 643 inwoners (volkstelling 2010).